# Etienne Lardy
Etienne Lardy (* 16. Dezember 1886; † 1970) war ein Schweizer Diplomat. Lardy amtierte unter anderem als Schweizer Gesandter in der Türkei (1937–1945) und in Belgien (1945–1951).

## Leben und Tätigkeit
Etienne Lardy war ein Sohn des Diplomaten Charles Édouard Lardy und seiner Ehefrau Mathilde, geb. Vernes. Er wurde im Paris am Lycée Janson de Sailly erzogen. Anschliessend studierte er Recht an den Universitäten Neuchâtel, Bern und Genf.
1914 trat Lardy in den diplomatischen Dienst ein. Er wurde zunächst Attaché beim Politischen Departement in Bern. 1915 wurde er als Attaché nach St. Petersburg (Petrograd) versetzt. 1918 wurde er als Sekretär bei der Schweizer Delegation in London eingesetzt. 1920 folgte die Ernennung zum ersten Sekretär der Schweizer Vertretung in Den Haag. Im selben Jahr wurde er ins Politische Departement in Bern zurückversetzt.
1926 erhielt Lardy den Rang eines Legationsrates. 1927 wurde er nach Washington entsandt. Von 1931 bis 1938 fungierte er als Schweizer Geschäftsträger (Chargé d’affaires) in China. Anschliessend bekleidete er von 1938 bis 1945 den Posten des schweizerischen Gesandten in der Türkei mit gleichzeitiger Zuständigkeit für Bulgarien.
Nach dem Zweiten Weltkrieg amtierte Lardy bis 1952 als Schweizer Gesandter in Belgien mit gleichzeitiger Zuständigkeit für Luxemburg.
1922 heiratete er Louise de Bonstetten. Aus der Ehe gingen zwei Kinder hervor.